# Motorcross der Naties 2013
De 67e Motorcross der Naties werd gereden op 29 september 2013 in het Duitse Teutschenthal.
Van de meer dan dertig deelnemende landen mochten de twintig besten uit de kwalificaties deelnemen aan de finale. Elke ploeg bestond uit drie rijders: één in de MX1-klasse, één in de MX2-klasse, en één in de "Open" klasse, dus met vrije keuze van de motor. De wedstrijd bestond uit drie reeksen waarin telkens twee rijders per land uitkwamen: resp. MX1 en MX2, MX2 en Open, en MX1 en Open. De puntenstand per land was de som van de vijf beste plaatsen die de rijders in de reeksen behaalden; het slechtste resultaat werd geschrapt.
- Voor België bestond de ploeg uit Ken De Dycker (MX1), Jeremy Van Horebeek (MX2) en Clément Desalle (Open).
- Voor Nederland bestond de ploeg uit Marc de Reuver (MX1), Glenn Coldenhoff (MX2) en Herjan Brakke (Open).

## Uitslag Kwalificaties

### Kwalificatiereeks MX1
| 1  | Brett Metcalfe   | Australië           |
| 2  | Ryan Dungey      | Verenigde Staten    |
| 3  | Tommy Searle     | Verenigd Koninkrijk |
| 4  | Antonio Cairoli  | Italië              |
| 5  | Ken De Dycker    | België              |
| 6  | Maximilian Nagl  | Duitsland           |
| 7  | Gautier Paulin   | Frankrijk           |
| 8  | Rui Gonçalves    | Portugal            |
| 9  | Valentin Guillod | Zwitserland         |
| 10 | Marc de Reuver   | Nederland           |

### Kwalificatiereeks MX2
| 1  | Ken Roczen          | Duitsland           |
| 2  | Dean Ferris         | Australië           |
| 3  | Jeremy Van Horebeek | België              |
| 4  | Eli Tomac           | Verenigde Staten    |
| 5  | Jake Nicholls       | Verenigd Koninkrijk |
| 6  | Jordi Tixier        | Frankrijk           |
| 7  | José Butrón         | Spanje              |
| 8  | Alessandro Lupino   | Italië              |
| 9  | Aleksandr Tonkov    | Rusland             |
| 10 | Glenn Coldenhoff    | Nederland           |

### Kwalificatiereeks Open
| 1     | Clément Desalle     | België              |
| 2     | Justin Barcia       | Verenigde Staten    |
| 3     | Tanel Leok          | Estland             |
| 4     | Todd Waters         | Australië           |
| 5     | Shaun Simpson       | Verenigd Koninkrijk |
| 6     | Dennis Ullrich      | Duitsland           |
| 7     | Christophe Charlier | Frankrijk           |
| 8     | Evgeny Mikhaylov    | Rusland             |
| 9     | Matthias Walkner    | Oostenrijk          |
| 10    | Cody Cooper         | Nieuw-Zeeland       |
| ..... | .....               | .....               |
| 19    | Herjan Brakke       | Nederland           |

## Uitslag Reeksen

### Eerste Reeks (MX1 + MX2)
| 1     | Antonio Cairoli     | Italië              |
| 2     | Ken Roczen          | Duitsland           |
| 3     | Tommy Searle        | Verenigd Koninkrijk |
| 4     | Dean Ferris         | Australië           |
| 5     | Gautier Paulin      | Frankrijk           |
| 6     | Ryan Dungey         | Verenigde Staten    |
| 7     | Jeremy Van Horebeek | België              |
| 8     | Ken De Dycker       | België              |
| 9     | Valentin Guillod    | Zwitserland         |
| 10    | Brett Metcalfe      | Australië           |
| ..... | .....               | .....               |
| 19    | Glenn Coldenhoff    | Nederland           |
| ..... | .....               | .....               |
| 22    | Marc de Reuver      | Nederland           |

### Tweede reeks (MX2 + Open)
| 1     | Ken Roczen          | Duitsland        |
| 2     | Eli Tomac           | Verenigde Staten |
| 3     | Clément Desalle     | België           |
| 4     | Justin Barcia       | Verenigde Staten |
| 5     | Dean Ferris         | Australië        |
| 6     | Tanel Leok          | Estland          |
| 7     | Jeremy Van Horebeek | België           |
| 8     | Alessandro Lupino   | Italië           |
| 9     | Christophe Charlier | Frankrijk        |
| 10    | Aleksandr Tonkov    | Rusland          |
| ..... | .....               | .....            |
| 16    | Glenn Coldenhoff    | Nederland        |
| ..... | .....               | .....            |
| 37    | Herjan Brakke       | Nederland        |

### Derde Reeks  (MX1 + Open)
| 1   | Antonio Cairoli    | Italië              |
| 2   | Ken De Dycker      | België              |
| 3   | Evgeny Bobryshev   | Rusland             |
| 4   | Maximilian Nagl    | Duitsland           |
| 5   | Tommy Searle       | Verenigd Koninkrijk |
| 6   | Gautier Paulin     | Frankrijk           |
| 7   | Ryan Dungey        | Verenigde Staten    |
| 8   | Brett Metcalfe     | Australië           |
| 9   | Marc de Reuver     | Nederland           |
| 10  | David Philippaerts | Italië              |
| ... | ...                | ...                 |
| 33  | Herjan Brakke      | Nederland           |
| ... | ...                | ...                 |
| 40  | Clément Desalle    | België              |

### Eindstand
| 1  | België              | 27 (2+3+7+7+8)     |
| 2  | Verenigde Staten    | 30 (2+4+6+7+11)    |
| 3  | Italië              | 33 (1+1+8+10+13)   |
| 4  | Australië           | 40 (4+5+8+10+13)   |
| 5  | Frankrijk           | 44 (5+6+9+12+12)   |
| 6  | Verenigd Koninkrijk | 49 (3+5+11+12+18)  |
| 7  | Duitsland           | 57 (1+2+4+11+39)   |
| 8  | Rusland             | 78 (3+10+14+15+36) |
| 9  | Zwitserland         | 87 (9+14+17+23+24) |
| 10 | Estland             | 92 (6+17+18+21+30) |